# Флора Ишимбая
Флора Ишимбая — исторически сложившаяся совокупность видов растений, распространённых на территории южноуральского города.
Территория Ишимбая площадью 103,47 квадратных километра находится в лесостепной природной зоне с мало нарушенными степными экотопами. Также в городе развитая гидрографическая сеть, где в водной среде обитают низшие растения. В почве обнаружены водоросли. Древние ископаемые растения обнаружены в кернах горных пород в ходе геологических исследований. 
Урбофитосистема представлена почти 100 видами водорослей, почти 700 видами растений.

## Основные систематические группы
В 2014 году вышла работа сотрудников Ботанический сад-институт Уфимского научного центра РАН  кандидата биологических наук Ярослава Голованова и доктора биологических наук, профессора
Ларисы Абрамовой, подытожившая данные полевых исследований 2010—2011 гг. (Голованов Я. М., Абрамова Л. М. 2014)
Всего в рамках административных границ Ишимбая выявлено 672 вида из 342 родов 84 семейств, в том числе 145 адвентивных
видов, из которых 15 могут быть отнесены к инвазивным видам. Отмечено 16 видов, занесенных в Красные книги Республики Башкортостан и Российской Федерации, 19 зндемичных и 8 реликтовых видов.
Из них:
Голосеменные растения — один вид, один род, одно семейство,
Хвощевидные — 2 вида, один род, одно семейство,
Папоротникообразные — 2 вида, 2 рода, 2 семейства.
Покрытосеменные растения — 649 вида, 338 родов, 80 семейств. Из них Однодольные растения — 132 вида, 57 родов, 17 семейств, двудольные — 517, 281, 63.

## Водоросли
В автотрофном планктоне водных объектов Ишимбая исследованиями О. А. Никитиной обнаружено 96 в./в.т. водорослей из 63 родов, 40 семейств, 26 порядков, 10 классов и 5 отделов. Ведущими по числу видов являются отделы Bacillariophyta — 38 в./в.т., Cyanoprokaryota — 24, Chlorophyta — 21 и Chаrophyta — 8 в./в.т. (Никитина О. А., 2012)
Во флоре почвенных водорослей и цианопрокариот г. Ишимбая выявлено 104 в./в.т. из 74 родов, 45 семейств, 25 порядков и 6 отделов. Ведущими по числу видов являются отделы Cyanoprokaryota — 30, Chlorophyta — 28 и Bacillariophyta — 25 в./в.т. Наименьшее число видов отмечается для Xanthophyta — 17, Chаrophyta — 4 и Euglenophyta — 1 в./в.т. (Никитина О. А., 2012)
Цианобактериальноводорослевые ценозы водоемов Ишимбая играют большую роль в процессах самоочищения и улучшения санитарно-биологического состояния, тем самым становясь в ряд основных компонентов водных экосистем. (Никитина О. А., 2012)

## Красная книга
Преобладающая часть эндемичных видов являются представители семейства Fabaceae, являющиеся петрофитно-степными эндемиками с
поволжско-южноуральским ареалом распространения. Большая часть реликтовых видов (8 видов) характерна для флоры г. Ишимбая и связана с широколиственными лесами, распространенными на территории города.
Легенда.
принятые сокращения:
П-ЮУ — Поволжско-южноуральский эндемик У — Уральский эндемик, ЮУ- Южноуральский эндемик, плейстоцен. — плейстоценовый реликт, плиоцен. — плиоценовый реликт; Лес — лесной; Оп — опушечный; Оп-Луг и Ст — опушечно-
луговой и степной; Пр-Луг — прибрежно-луговой; Луг-Ст — лугово-степной; Пет-Ст — петрофитно-
степной, Ст — степной; Скал-Ст — скально-степной.
Эндемики
Asperula petraea (семейство Rubiaceae) П-ЮУ Пет-Ст
Astragalus helmii (Fabaceae) П-ЮУ Пет-Ст
Astragalus karelinianus (Fabaceae) ЮУ Пет-Ст
Astragalus wolgensis (Fabaceae) П-ЮУ Пет-Ст
Dianthus аcicularis (Caryophyllaceae) У Пет-Ст
Koeleria sclerophylla (Poaceae) П-ЮУ Пет-Ст
Lathyrus litvinovii (Fabaceae) П-ЮУ Оп Ст
Otites baschkirorum (Caryophyllaceae) П-ЮУ Пет-Ст
Oxytropis spicata (Fabaceae) У Пет-Ст
Serratula gmelinii (Asteraceae) П-ЮУ Луг-Ст
Thymus uralensis (Lamiaceae) У Скал-Ст
Aconitum nemorosum (Ranunculaceae) плейстоцен. Лс
Allium rubens (Alliaceae) плейстоцен. Пет-Ст
Campanula trachelium (Campanulaceae) плиоцен. Лес
Carex pediformis (Cyperaceae) плейстоцен. Пет-Ст
Digitalis grandiflora (Scrophulariaceae) плиоцен. Нем
Geranium pseudosibiricum (Geraniaceae) плейстоцен. Лс
Geranium robertianum (Geraniaceae) плиоцен. Лес
Galium odoratum (Rubiaceae) плиоцен. Лес
В флоре Ишимбая 16 растений из Красной книги РБ.
В ценотическом отношении среди них преобладают петрофитно-степные и степные виды. В таксономическом отношении лидируют представители семейства Poaceae, и, в частности, рода Stipa. Три вида (Dianthus acicularis, Ephedra distachya и Inula helenium) не включены в ККРБ, но входят в список объектов, нуждающихся на территории РБ в особом внимании к их состоянию в природной среде и мониторинге.
1. Astragalus helmii (семейство Fabaceae) Пет-Ст
2. Astragalus karelinianus (Fabaceae) Пет-Ст
3. Fritillaria ruthenica ( Liliaceae) Луг-Ст
4. Hedysarum grandiflorum ( Fabaceae) Пет-Ст
5. Koeleria sclerophylla ( Poaceae) Пет-Ст
6. Stipa dasyphylla ( Poaceae) Ст
7. Stipa korshinskyi ( Poaceae) Пет-Ст
8. Stipa lessingiana ( Poaceae) Ст
9. Stipa pennata ( Poaceae) Ст
10. Stipa pulcherrima ( Poaceae) Ст
11. Stipa sareptana ( Poaceae) Ст
12. Tulipa biebersteiniana ( Liliaceae) Оп-Луг и Ст

## История изучения флоры
До образования города и нефтепромышленного узла в 1930-х годах растительный мир на землях Юрматы изучался местными жителями и были определены потребительские, пищевые, лекарственные, технические свойства растений.
С XVIII века через территорию будущего Ишимбая проходили экспедиции Петербургской Академии наук. В записках учёных находится ботаническая информация.
В 1930-х годах в ходе изучения на предмет нефтеносности геологических пластов были обнаружены в кернах древние представители флоры и фауны.
Московский стратиграф-микропалеонтолог Д. Р. Раузер-Черноусова разработала и применила метод сверхдробного расчленения позднепалеозойских толщ при освоении нефтяных месторождений Предуралья, в том числе Ишимбайского месторождения нефти.
В настоящее время флора Ишимбая и его окрестностей изучается учеными Ботанического сада-института Уфимского научного центра РАН.